# 마이크로소프트 오피스 2021
마이크로소프트 오피스 2021(Microsoft Office 2021)은 마이크로소프트 오피스 버전이다. 2021년 2월에 첫 번째 프리뷰 버전이 출시되었다. 마이크로소프트 오피스 2021은 2021년 10월 5일에 윈도우 11과 함께 출시했다. 오피스 16의 3번째 영구 릴리스로서 오피스 2021은 이전 버전과 동일한 버전 번호를 유지한다. 새로운 동적 어레이, 엑셀용 XLOOKUP 기능, 완전한 다크 모드 지원 및 성능 향상을 소개한다. Office 2021 버전에 대한 지원은 2026년 10월 13일에 종료된다. 이전 버전의 Office와 달리 지원 기간은 연장되지 않는다.

## 역사 및 개발
2021년 2월에 프리뷰 버전이 출시되었고 2021년 10월 5일에 정식 출시되었다.

## 기능
이전에 마이크로소프트 365 구독자만 사용할 수 있었던 많은 기능이 이 버전에서 사용할 수 있다.
- 기능별 버전
- 기본:홈앤스튜던트(기본앱:워드,엑셀,파워포인트,원노트,팀스) , 기본+아웃룩:홈앤비지니스(윈&맥 기본사용자용)
- 프로페셔널:홈앤비즈니스+ 퍼블리셔+액세스(윈도우 볼륨및 기업전용이며 볼륨버전은 뒤에 플러스가 붙는다.)
- 프로젝트와 비지오는 별매품(윈도우전용)
- 쉐어포인트는 오피스365 전용(윈도우전용)

## 디자인
오피스 2021은 마이크로소프트 365 릴리스에 따라 업데이트된 사용자 인터페이스 디자인을 특징으로 하며, 이는 마이크로소프트의 Fluent Design 디자인 언어에 속한다.